# Lee County, Mississippi
Lee County är ett administrativt område i delstaten Mississippi, USA. År 2010 hade countyt 82 910 invånare. Den administrativa huvudorten (county seat) är Tupelo.

## Geografi
Enligt United States Census Bureau har countyt en total area på 1 174 km². 1 165 km² av den arean är land och 9 km² är vatten.

### Angränsande countyn
- Prentiss County - nord
- Itawamba County - öst
- Monroe County - sydost
- Chickasaw County - sydväst
- Pontotoc County - väst
- Union County - nordväst

### Orter
- Verona